# Route nationale 547
Anciennement, la route nationale 547, ou RN 547, était une route nationale française reliant la RN 202 près de Château-Queyras à Ristolas. Cette route, créée le 1er octobre 1930 par transformation du GC 5 des Hautes-Alpes, a été déclassée en route départementale 947 le 1er avril 1973.
Depuis novembre 1993, le nom de route nationale 547 a été attribué à une voie urbaine de Marseille.

## Tracé actuel
Depuis novembre 1993, la voie à profil autoroutier doublant l'avenue du Merlan à la Rose (portion de la D4 de Saint-Louis à la Valentine) entre le rond-point du Père-Wresinki (dit rond-point de Saint-Jérôme) et l'avenue Jean-Paul-Sartre (échangeur de Frais-Vallon) est dénommée RN 547. Cette section, longue de 1 kilomètre, principalement en souterrain, faisait suite à la RN 1547 en provenance de l'autoroute A7 (échangeur du Canet). Elle est intégrée en 2010 à l'autoroute A507 (L2), alors encore en construction, qui sera inaugurée en 2016 dans sa partie sud et 2018 dans sa partie nord.

## Ancien tracé
La RN 547 se détachait de la RN 202 près du col de l'Ange Gardien. Elle remontait la vallée du Guil, principal cours d'eau du Queyras, en se maintenant en permanence sur la rive droite du torrent. La route suit une direction est-nord-est jusqu'à Abriès où elle franchit le Goulon puis oblique à l'est-sud-est. 

### Du col de l'Ange Gardien à L'Échalp (D 947)
- RN 202 (Col de l'Ange Gardien) (km 0)
- Château-Queyras, commune de Château-Ville-Vieille (km 2)
- La Casse, commune de Château-Ville-Vieille (km 5)
- Aiguilles (km 9)
- Abriès (km 14)
- La Garcine, commune d'Abriès
- L'Échalp, commune de Ristolas (km 21)

## Place dans le réseau
La RN 547 avait une place marginale dans le réseau des routes nationales d'avant les années 1970. De fait ce n'était qu'un petit embranchement de la RN 202. Durant l'entre-deux-guerres, un prolongement vers l'Italie avait été envisagé, mais ce projet avait été abandonné pour des raisons stratégiques, les militaires craignant d'offrir à l'Italie fasciste une nouvelle voie d'invasion à travers les Alpes. Ce n'est qu'avec l'ouverture de la route (CD 205T), s'embranchant à Molines-en-Queyras sur la D5, qu'un passage vers le Piémont par le col Agnel (2 744 m) a été ouvert. Depuis cette ouverture, le tronçon inférieur de la RN 547 n'est plus un cul-de-sac, contrairement au reste du tracé.

## Tourisme
Le tracé de l'ancienne RN 547 est entièrement inclus dans le parc naturel régional du Queyras. Les principales attractions touristiques situées sur la route ou à très courte distance sont :
- Château-Ville-Vieille (rocher de l'Ange Gardien, panorama du Sommet Bucher, la Demoiselle Coiffée, Fort Queyras, édifices religieux et civils, station de sports d'hiver…)
- Aiguilles (forêt de Marassan, station de sports d'hiver…)
- Abriès (panorama de Gilly, édifices religieux, station de sports d'hiver…)
- Ristolas (panoramas des belvédères du Mont Viso, pèlerinage, réserve de chasse de Ségure-Ristolas, station de sports d'hiver…)

À l'Échalp, un chemin communal prolonge la RN 547 jusqu'à un parking situé à proximité du petit belvédère du Viso. 